# Железнодорожный мост Дуйсбург-Хохфельд
Железнодорожный мост Дуйсбург-Хохфельд (нем.  Duisburg-Hochfelder Eisenbahnbrücke) — железнодорожный мост через реку Рейн, расположенный между районами Хохфельд (de:Hochfeld) и Рейнхаузен (de:Duisburg-Rheinhausen) города Дуйсбург (федеральная земля Северный Рейн-Вестфалия, Германия). Мост расположен на расстоянии 774,38 км от истока Рейна.

Железнодорожный мост Дуйсбург-Хохфельдер является тематическим пунктом «Путь индустриальной культуры» (de:Route der Industriekultur) Рурского региона.

## История

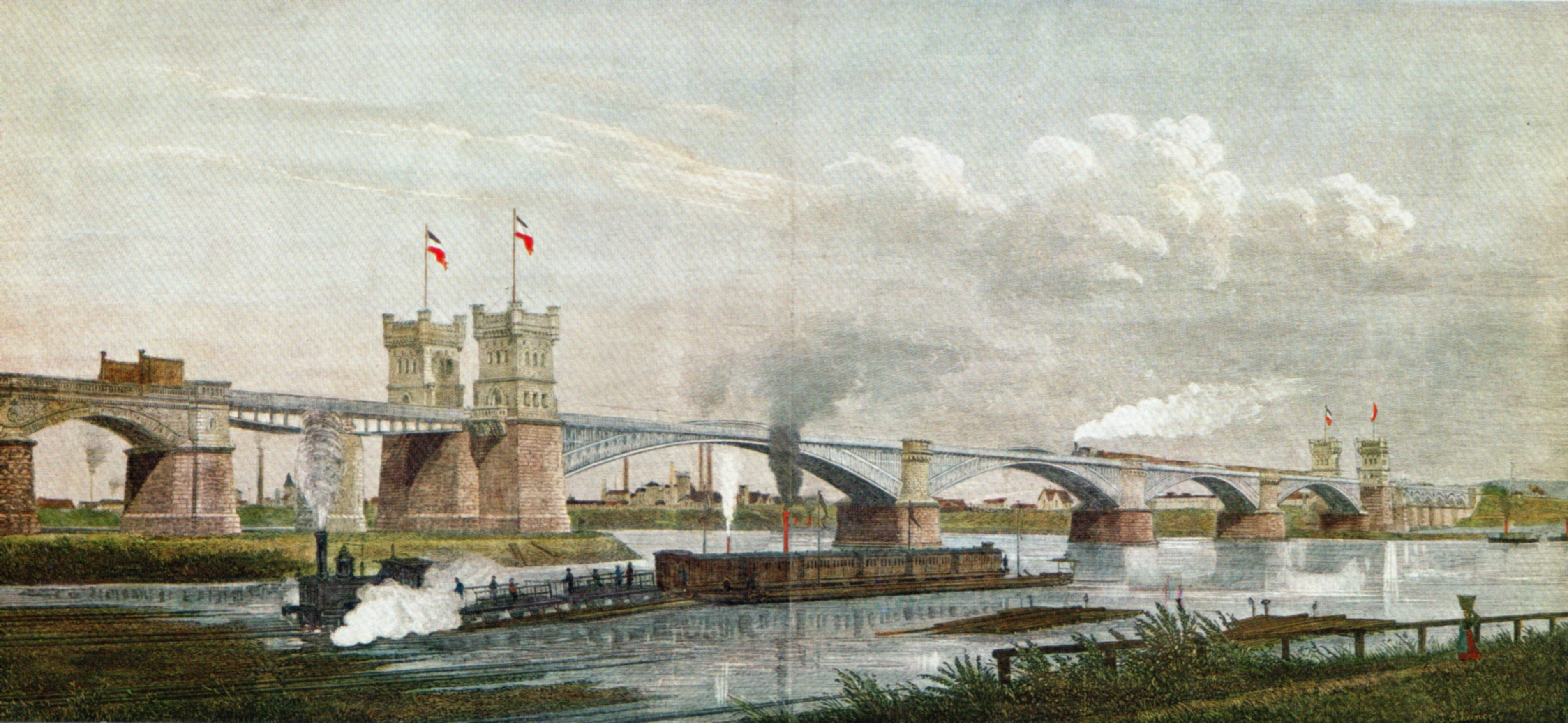
Первый мост Рейнхаузен-Хохфельд в январе 1874 года (на переднем плане виден ещё действующий паром)

Для обеспечения транспортировки угля из Рурского региона 23 августа 1866 года Рейнская железнодорожная компания (de:Rheinische Eisenbahn-Gesellschaft) открыла участок железной дороги Остерат-Эссен. Связь с левым берегом Рейна осуществлялась посредством железнодорожного парома Рейнхаузен-Хохфельд (de:Trajekt Rheinhausen–Hochfeld).
Решение о строительстве двухпутного железнодорожного моста вместо парома было принято в 1869 году. Строительные работы начались 29 июля 1871 года, а завершились в конце 1873 года. На левом берегу Рейна имелся поворотный участок, который в случае военной необходимости мог быть повёрнут на 90°, обеспечивая тем самым невозможность железнодорожного сообщения между двумя берегами Рейна. Общая длина моста составляла около 800 м. Грузовое движение по мосту было открыто 24 декабря 1873 года, а пассажирское — 14 января 1874 года.

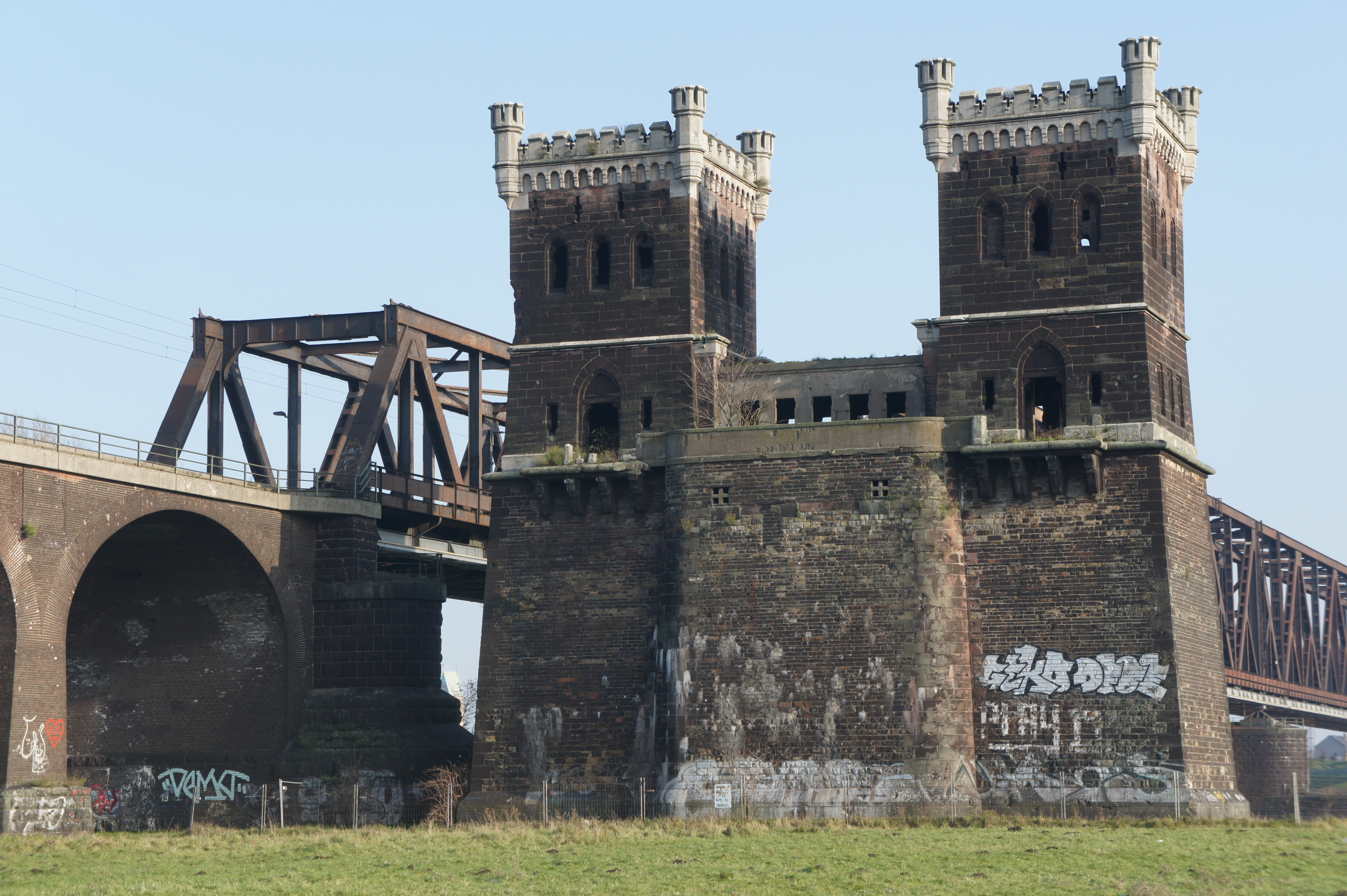
Мостовые башни на левом берегу Рейна

Постоянно растущая интенсивность железнодорожного движения уже в 1910 году привела к необходимости строительства нового моста, решение о чём и было принято в 1914 году, однако Первая мировая война нарушила эти планы.

Во время оккупации Рура французскими войсками в 1923 году 30 июня во время пересечения моста бельгийским армейским поездом при помощи дистанционного взрывателя была взорвана бомба, при этом 8 человек погибли, несколько было ранено.

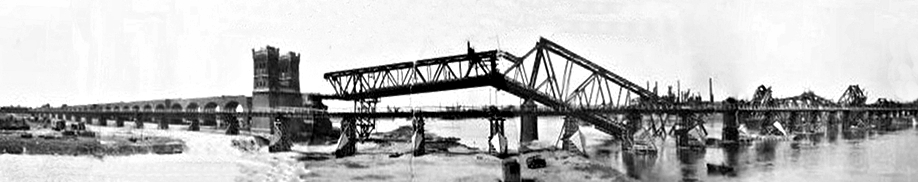
Вид моста сразу после окончания Второй мировой войны (на переднем плане — Мост Победы)

Строительство нового моста началось в 1925 году, а 13 октября 1927 года он был сдан в эксплуатацию. Мост был построен на несколько метров ниже по течению от старого моста, который был полностью демонтирован. Новый мост имел следующую схему пролётов: 104,00 м — 126,00 м — 189,00 м — 104,00 м — 51,80 м. Высота моста над уровнем реки составляла 20 м. С северной стороны мост имел пешеходную дорожку. По обоим берегам Рейна мост из балочных ферм продолжался каменными эстакадами виадучного типа.

22 мая 1944 года во время одной из многочисленных бомбардировок британской авиации в ходе Второй мировой войны мост был повреждён прямым бомбовым попаданием. Срочные ремонтные работы позволили возобновить движение по мосту уже через 17 дней, но уже 4 марта 1945 года он был полностью взорван вместе с расположенным рядом мостом адмирала Шпее отступающими войсками вермахта.

12 мая 1945 года было открыто движение по временному мосту, который был построен в рекордно короткие сроки в нескольких метрах выше по течению. Мост получил наименование Мост Победы (англ. Victory Bridge).

В августе 1945 года начались работы по восстановлению разрушенного моста. При восстановлении удалось сохранить примерно 50 % старой конструкции. Движение по мосту открылось 1 октября 1949 года. Мост находится в эксплуатации по сей день. Наряду с грузовыми поездами по мосту проходят пассажирские поезда RB31, RB33 и региональный экспресс «Рейн-Хельвег-экспресс» (RE11).